# Tommy Vigorito
Tommy Vigorito (Passaic, Nueva Jersey; 23 de octubre de 1959-13 de mayo de 2025) fue un jugador estadounidense de fútbol americano que jugó cinco temporadas en la NFL con los Miami Dolphins en la posición de running back.

## Carrera
Vigorito jugó a nivel universitario con los Virginia Cavaliers de 1977 a 1980, donde fue líder del equipo en yardas totales en 1977, 1978 y 1980; yardas terrestres en 1978, 1979 y 1980 (incluyendo 1,045 yardas en 1979); regresos de patada en 1977 y recepciones en 1980. Su acarreo de 81 yardas ante North Carolina State Wolfpack en 1979 hasta el 2024 fue el tercer acarreo más largo en la historia del equipo. En ese año Vigorito fue seleccionado al primer equipo All-ACC. Terminó su carrera universitaria como el No. 2 en yardas terrestres con 2,912 (al final de 2024 era el séptimo lugar). Vigorito en 1981 fue seleccionado para jugar en el East-West Shrine Football Classic.
Vigorito fue seleccionado por los Miami Dolphins en la posición 138 de la quinta ronda del draft de la NFL de 1981. Estuvo cerca de firmar con los Montreal Alouettes de la Canadian Football League porque le ofrecieron más plata, pero se decidió por Miami que ra dirigido por el entrenador legendario Don Shula.
En su año de novato de 1981 era el tercer corredor de los Dolphins detrás de Tony Nathan y Eddie Hill. En ese año ganó el Premio Tommy Fitzgerald Award como el mejor novato de los Dolphins en los campos de entrenamiento. Jugó 16 partidos donde tuvo 33 recepciones para 237 yardas, además de 116 yardas terrestres en 35 acarreos para un promedio de 3.3. También ganó 379 yardas en 36 regresos de patada, con un promedio de 10.5 yardas por devolución, y también impuso un récord en los Dolphins con una devolución de 87 yardas que fue televisada en el partido de jueves por la noche ante los Pittsburgh Steelers. Vigorito fue seleccionado como el mejor jugador de equipos especiales de los Dolphins en 1981. 
En la corta huelga de 1982 Vigorito jugó los nueve partidos con Miami, uno de ellos como titular, temporada en la que tuvo 24 recepciones para 186 yardas, 99 yardas terrestres en 19 acarreos. También logró 192 yardas en 20 regresos de patada, incluyendo una devolución de touchdown de 59 yardas ante los New York Jets.
Vigorito se torció el ligamento cruzado anterior de la rodilla derecha en un regreso de patada en el primer partido de la temporada de 1983 por lo que ser perdió esa y la temporada de 1984. Regresó a los Dolphins en 1985 principalmente para devolver patadas de despeje, registrando 197 yardas en 22 devoluciones.